# أنانغروف (نيو ساوث ويلز)
أنانغروف هي إحدى ضواحي سيدني، في ولاية نيو ساوث ويلز، أستراليا على بعد 42 كيلومترًا شمال غرب منطقة الأعمال المركزية في سيدني في منطقة الحكومة المحلية في هيلز شاير وجزء من منطقة هيلز ديستريكت.

## تاريخ
سُميت أنانغروف على اسم منزل أنانغروف، منزل إدوارد تشارلز جونستون، حفيد جورج جونستون الذي حصل على منحة كبيرة في أنانديل الحالية. كان قد أطلق على منزله اسم أنانديل، على اسم مكان ولادته في اسكتلندا واستخدم حفيده أيضا اسم منزله في هذه المنطقة. كان قطع الأخشاب أول صناعة في المنطقة، حيث استخدمت الأرض لاحقا للبساتين من عام 1880، اشترى إدوارد جونستون أرضه في عام 1893 من بينيت ويليام جونز. أخذ مكتب البريد اسم أنانغروف من منزله عندما افتتح في 16 أكتوبر 1895، كما فعلت المدرسة في عام 1896.

## دور العبادة
- يقع معبد سيدني الزرادشتية النار على طريق 196 في أنانغروف.[9]
- أُفتتح مركز الإمام الحسن، وهو مركز صلاة للمسلمين (الحسينية) للمسلمين الشيعة في سيدني، في 16 أكتوبر 2004.[10]

## التركيبة السكانية
كان هناك 1397 مقيما في أنانغروف. 80.9 ٪ من الناس ولدوا في أستراليا ووفقا لتعداد السكان لعام 2016 كان 88.2 ٪ من الناس يتحدثون الإنجليزية فقط في المنزل. كانت الردود الأكثر شيوعا للانتماء الديني كاثوليكية 38.7٪ وأنجليكانية 17.7 ٪ ولا دين 14.9٪.